# Janiszewo (Sorkwity)
Janiszewo (deutsch Johannisthal) ist ein kleiner Ort in der polnischen Woiwodschaft Ermland-Masuren und gehört zur Landgemeinde Sorkwity (deutsch Sorquitten) im Powiat Mrągowski (Kreis Sensburg).

## Geographische Lage
Janiszewo liegt zwischen dem Allmoyer See (polnisch Jezioro Jelmuń) und dem Jezioro Gielądzkie (deutsch Gehlandsee) inmitten der Woiwodschaft Ermland-Masuren, 13 Kilometer westlich der Kreisstadt Mrągowo (deutsch Sensburg).

## Geschichte
Die heutige Siedlung (polnisch Osada) Janiszewo war 1818 das „adlig Vorwerk Johannisthal“ und gehörte als Wohnplatz zum Gutsbezirk Choszewen (polnisch Choszczewo) im Kreis Sensburg in der preußischen Provinz Ostpreußen. 1818 zählte der kleine Ort 21, 1905 bereits 29 Einwohner.
Am 30. September 1928 wurde der Gutsbezirk Choszewen und mit ihm das Vorwerk Johannisthal in die Landgemeinde Choszewen A eingegliedert, die als Landgemeinde Choszewen im Jahre 1936 in „Hohensee“ umbenannt wurde.
In Kriegsfolge kam Johannisthal 1945 mit dem gesamten südlichen Ostpreußen zu Polen und erhielt die polnische Namensform „Janiszewo“. Heute ist es eine Ortschaft innerhalb der Gmina Sorkwity (Sorquitten) im Powiat Mrągowski (Kreis Sensburg), bis 1998 der Woiwodschaft Olsztyn, seither der Woiwodschaft Ermland-Masuren zugeordnet.

## Kirche
Bis 1945 war Johannisthal in die evangelische Kirche Sorquitten in der Kirchenprovinz Ostpreußen der Kirche der Altpreußischen Union sowie in die katholische Kirche Stanislewo (1931 bis 1945 Sternsee, polnisch Stanclewo) im damaligen Bistum Ermland eingepfarrt.
Heute gehört Janiszewo kirchlicherseits ganz nach Sorkwity, sowohl zur dortigen Pfarrei Sorkwity in der Diözese Masuren der Evangelisch-Augsburgischen Kirche in Polen, als auch zur katholischen Pfarrei im jetzigen Erzbistum Ermland innerhalb der polnischen katholischen Kirche.

## Verkehr
Janiszewo liegt ein wenig abseits vom Verkehrsgeschehen. Lediglich führt von Choszczewo (Choszewen, 1936 bis 1945 Hohensee) ein Landweg in den Ort. Eine Bahnanbindung besteht nicht.